# Peter Žiga

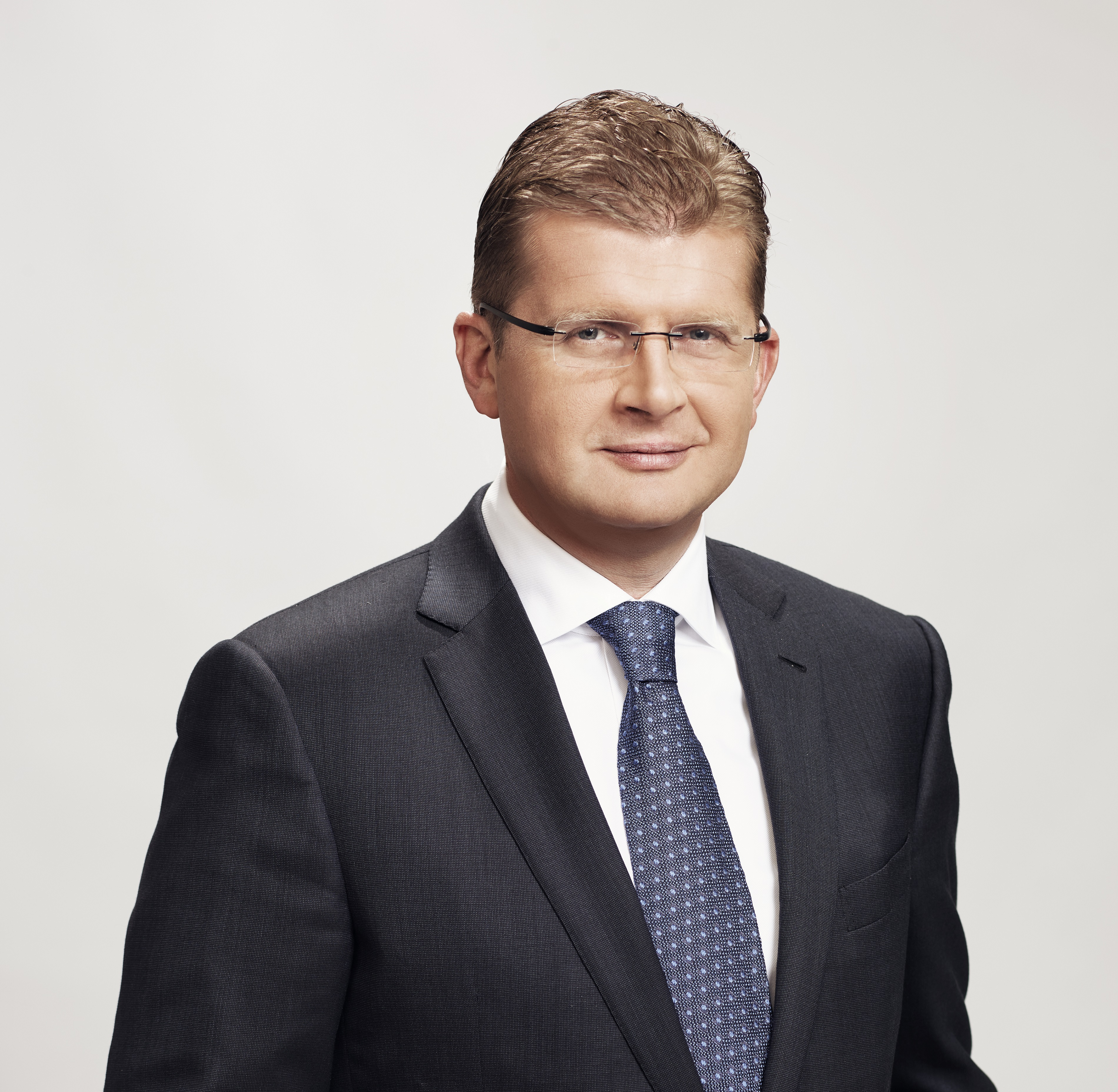
Peter Žiga (2015)

Peter Žiga (* 27. Juli 1972 in Košice) ist ein slowakischer Politiker (Hlas-SD, zuvor Smer-SD). 

## Leben
Žiga studierte an der Fakultät für Unternehmensführung der Wirtschaftsuniversität Bratislava. Er arbeitete im Finanzsektor in der Slowakei und hat slowakische Firmen auch in Düsseldorf und Magdeburg vertreten. Bei den Parlamentswahlen 2006, 2010 und 2012 kam er als Abgeordneter in den Nationalrat der Slowakischen Republik. Zu Zeiten der ersten Fico-Regierung war er Staatssekretär am Wirtschaftsministerium. Er ist der Umweltminister der zweiten Fico-Regierung, die nach den Wahlen von 2012 am 4. April 2012 gebildet wurde.
Žiga ist verheiratet und hat zwei Kinder.